# Tunisian Railways Company
La Tunisian Railways Company era una società anonima britannica fondata a Londra nel giugno 1872 per costruire ed esercire ferrovie in Tunisia.

## Storia
La Tunisian Railways Company Limited fu costituita da John Philip Wilkinson (su interessamento di Sir Richard Wood, console britannico a Tunisi) allo scopo di acquisire le ferrovie già concesse ad Edward Pickering la cui società era fallita; questi era coinvolto personalmente nella società, avendo contribuito alla fondazione con un versamento iniziale di 10 000 sterline e successivamente reinvestito nella stessa le 40 000 sterline acquisite con la cessione dei diritti. Il capitale sociale era di 225 000 sterline.
Pickering aveva ottenuto la concessione per tre linee ferroviarie il 25 agosto 1871; la cessione a John Phillip Wilkinson avvenne il 26 luglio 1872 e il 9 settembre 1872 fu emanato il decreto di autorizzazione del Bey di Tunisi.
La società ottenne anche la concessione di una linea Tunisi-Jendouba (Souk El Arba); questa venne però ceduta alla Société de construction des Batignolles nel 1877 che la ricedette alla sua controllata, la Compagnie des chemins de fer Bône-Guelma.

### Cattivi risultati di gestione
Le pressioni del console Wood a ché si costituisse la società l'avevano indotta ad accettare un esercizio privo di garanzie di interesse prevedendo, a torto, la possibilità di rimunerazione dei capitali investiti; già nell'autunno del 1874 il presidente Balfour si lamentava dello scarso traffico sulla linea suggerendo addirittura di fermare i lavori di costruzione al Bardo. Le motivazioni erano da ricercare nella cattiva qualità dei rotabili impiegati, nella esigua frequenza dei treni, (uno solo, giornaliero, tra Tunisi e La Marsa) e per contro nelle tariffe elevate che inducevano i potenziali viaggiatori a preferire la navigazione sulla laguna di Tunisi. Una serie di iniziative errate intraprese dalla società portarono infine all'abbandono della linea a se stessa con la conseguenza di numerosi incidenti sulla linea del Bardo. A causa del passivo di bilancio la società sospese per sei mesi l'esercizio sulla linea del Bardo dal 30 agosto 1876. I fatti deludevano le aspettative del console Wood che nella costruzione delle ferrovie da parte della società aveva visto la possibilità di una penetrazione del capitale inglese nel paese; non potendo reperire altri capitali, nel maggio 1876 trasferì la concessione della linea del Bardo alla Compagnie des chemins de fer Bône-Guelma.

### La rivalità franco-italiana
L'arrivo del nuovo console italiano, Licurgo Macciò, in Tunisia rinvigorì le mire italiane sulla rete ferroviaria esasperando la rivalità con la Francia già nel 1878; tale fatto tuttavia favoriva la società inglese nel disfarsi della sua rete, deficitaria e in cattivo stato, a prezzi più remunerativi.
La linea Tunisi-La Goletta rappresentava l'accesso, dal mare, alla capitale altrimenti raggiunta solo da piccole imbarcazioni dati i bassi fondali della laguna; la ferrovia faceva gola ai francesi in quanto avrebbe collegato la rete algerina in costruzione al porto e alla capitale, ma non volevano pagare molto una ferrovia in pessime condizioni e da ricostruire: le mire italiane facevano invece leva sul fatto che acquisendo la linea si sarebbe condizionato l'accesso della ferrovia francese al porto e alla capitale.
Le linee rimaste in mano alla Tunisian Railways erano, la Tunisi Nord–El Aouina–Le Kram–La Goletta (16 km, aperta il 2 agosto 1872) e la diramazione da Le Kram a La Marsa (6,2 km aperta il 30 novembre 1874). La Tunisi Nord–Il Bardo, di 9 km aperta nel 1873 era stata ceduta nel 1876 alla Compagnie des chemins de fer Bône-Guelma.

### L'"affare" Rubattino
La Società di navigazione Rubattino era una società genovese di navigazione fondata da Raffaele Rubattino (da cui prendeva nome); gestiva, dal 1851, la linea marittima Genova-Cagliari-Tunisi. Nel febbraio 1880, con il segreto appoggio del governo italiano, entrò in contatto, a Londra, con i rappresentanti della "Tunisian Railways" trattando l'acquisto della rete ferroviaria per 90 000 sterline. Nelle more della firma, indiscrezioni ben calcolate a Tunisi, misero in guardia la concorrente francese "Bone-Guelma" che offerse per cette vieille ferraille 105 000 sterline (2.625.000 franchi) e firmò il contratto di acquisto. L'alta Corte di giustizia inglese respinse il ricorso di Rubattino. A Tunisi, intanto, i due consoli, francese ed italiano tentavano di influenzare il Bey, cui spettava l'ultima parola, ma invano. Si profilò allora l'intervento del Presidente del Consiglio italiano, Benedetto Cairoli, che in segreto offrì una cauzione di 7 milioni di lire e una garanzia d'interesse del 6% sulle somme investite dalla "Rubattino". Il prezzo finale pagato da Rubattino fu di 165 000 sterline invano contestato dal console francese. Il 1º agosto 1880 presentò il capitolato di appalto e iniziò a rinnovare l'armamento con la sostituzione delle obsolete rotaie di ferro con quelle di acciaio. Il traffico riprese e si sviluppò sia in termini di viaggiatori che di merci (prima era quasi inesistente). Era intento di Rubattino poter ottenere una concessione per il porto della Goletta; questa richiesta, reiterata fino al marzo 1881, non venne accolta dal governatorato tunisino anche dietro pressioni del console francese. Vennero accolte invece le varie richieste francesi per la ferrovia per Susa e per Biserta assieme a quella di un porto.
L'espansione della rete ferroviaria della società francese e più ancora la minacciosa politica culminata con l'invasione militare dell'aprile 1881 cui seguì il Trattato del Bardo relegarono la linea della Rubattino a mera ferrovia di interesse suburbano; anche il tentativo di sviluppare la rete telegrafica lungo il tracciato della concessione Mancardi fu vanificato.
La Rubattino aprì un'altra linea nel novembre 1884: la El Aouina – Marsa-Ville, di 6 km.
L'importanza della ferrovia cessò con l'instaurazione del protettorato francese sulla Tunisia. Anche il porto perdette progressivamente la sua frequentazione togliendo alla ferrovia anche il traffico merci. 
Il 29 luglio 1898 la società Rubattino vendette la totalita delle sue azioni ferroviarie alla Compagnie des chemins de fer Bône-Guelma.